# クロチョウガイ

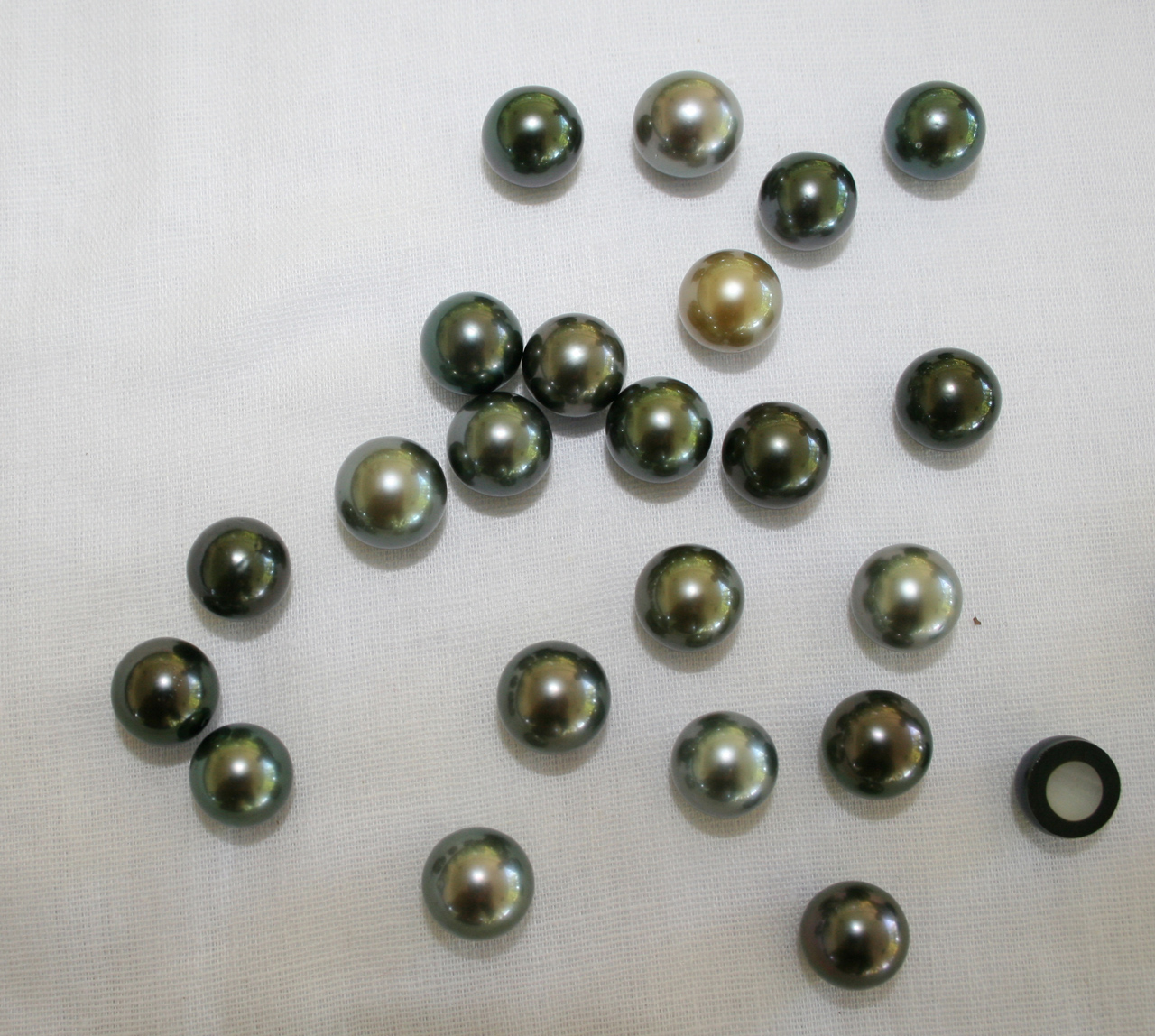
タヒチ産の黒蝶真珠（タヒチ真珠）

クロチョウガイ（黒蝶貝 Pinctada margaritifera）は、ウグイスガイ目ウグイスガイ科の二枚貝である。

## 概要
殻長14センチメートル、殻高14センチメートル、殻幅4センチメートルに達する。真珠母貝の一つ。

## 分布
インド洋や太平洋の赤道付近に分布。黒真珠（黒蝶真珠）の養殖に使われる。
世界で初めて黒真珠（黒蝶真珠）の量産に成功したのは日本の琉球真珠であり、その養殖場がある沖縄県石垣市では、1977年10月にクロチョウガイを市の貝に定めている。

## 利用用途
ボタンやカフリンクス、ネクタイピン、ピアス、ネックレス、指輪等の装身具に用いられる。